# Lavoux
Lavoux ist eine französische Gemeinde mit 1.179 Einwohnern (Stand: 1. Januar 2022) im Département Vienne in der Region Nouvelle-Aquitaine (vor 2016: Poitou-Charentes); sie gehört zum Arrondissement Poitiers und zum Kanton Chasseneuil-du-Poitou (bis 2015: Kanton Saint-Julien-l’Ars). Die Einwohner werden Lavousiens genannt.

## Geographie
Lavoux liegt etwa 14 Kilometer ostnordöstlich von Poitiers. Umgeben wird Lavoux von den Nachbargemeinden Liniers im Norden, Bonnes im Osten, Jardres im Süden und Südosten, Saint-Julien-l’Ars im Süden, Sèvres-Anxaumont im Südwesten sowie Bignoux im Westen.

## Bevölkerungsentwicklung
| Jahr                      | 1962 | 1968 | 1975 | 1982 | 1990 | 1999 | 2006 | 2013 |
| Einwohner                 | 617  | 637  | 568  | 748  | 881  | 1008 | 1103 | 1123 |
| Quelle: Cassini und INSEE |      |      |      |      |      |      |      |      |

## Sehenswürdigkeiten
- Kirche
- Schloss Le Bois-Dousset aus dem 16. Jahrhundert, Monument historique seit 1966
- Schloss Coudavid aus dem 19. Jahrhundert